# 중룡목
중룡목(中龍目, Mesosauria 메소사우리아[*])은 페름기 초기, 대략 2억 7천만 년 전에서 1억 9천 9백만 년 전까지 생존한 소형 수생 파충류들이다. 모든 속종이 메소사우루스과(Mesosauridae 메소사우리다에[*]) 1과에 속한다. 중룡류 동물들의 조상들은 육상 파충류였으나 이들은 바다로 돌아간 것으로 보이는데, 그 조상들이 얼마나 육상에 적응되어 있었는지는 불확실하다. 최근의 연구에서는 최초의 양막류가 육상동물이었는지 양서동물이었는지 여부도 확실하게 알 수 없다고 말하고 있다. 거의 대부분의 학자들은 중룡류가 완전 수생동물이었을 것이라고 생각하나, 골격 구조가 수생 생활에 완전히 적응하지 않았다는 점을 들어 양서동물이었을 것이라고 생각하는 학자들도 일부 있다. 오랫동안 중룡류는 연안의 얕은 물에서 살았을 것이라는 게 정설이었으나, 최근의 연구에서는 우루과이에 서식했던 것들은 깊은 고염 환경에서 서식했다는 것이 밝혀져 있다.